# 刘波 (科学家)
刘波（1927年3月—2017年7月13日），男，北京人，中华人民共和国政治人物、真菌学家。

## 生平
1952年，毕业于山西大学生物系。1956年12月，加入九三学社。1980年9月，加入中国共产党。1952年，大学毕业后参加工作，先后在汾阳中学、山西师范学院、山西大学任教，1978年8月晋升教授。1989年11月，任九三学社山西省委主委。1993年1月，任山西省政协副主席、九三学社山西省主委。第八、九届全国政协委员，九三学社第七至十届中央委员，第五、六届山西省政协常委。2017年7月13日15时16分在太原去世，享年90岁。

## 学术贡献
刘波与合作者共同发现真菌新属4个，新种和新变种115个；在国内外出版真菌学专著24部。